# سالم مولی ابی‌حذیفه
سالم مولی ابی‌حذیفه (به عربی: سالم مولى أبي حذيفة)یا ابوعبدالله سالم بن مَعقِل صحابه ایرانی محمد پیامبر اسلام بود. او از جمله قاریان و حافظان قرآن در صدر اسلام بود.

## سرگذشت
سالم بن‌ معقل از اهل استخر و بنده‌ای آزاد شده بود.
بر اساس نقل قولی از پیامبر اسلام او درباره او گفت: «سالم بسیار خدا دوست است». وی خوش‌صوت بود و قرآن تلاوت می‌کرد.نقل کرده‌اند که پیامبر اسلام او را از چهار نفری می‌دانسته که شایسته است، قرائت از آنان آموخته شود.
در حدیثی حسن آمده است که سالم و اربابش، ابو حذیفه، پس از نبرد یمامه در حالی که سر یکی از آنها در پای دیگری بود و هر دو کشته شده بودند، پیدا شدند. همچنین گفته شده است که او آن روز خندقی حفر کرد و با پرچم مهاجران در جای خود ایستاد و تا زمان کشته شدنش جنگید. با این حال، مفسر «سیرت اشراف» گفته است که کسی که این را نقل کرده، ضعیف است.